# هربرت إليوت
هربرت إليوت (30 مارس 1887 في المملكة المتحدة - 26 أبريل 1973 في المملكة المتحدة) (بالإنجليزية: Herbert Elliott)‏ هو لاعب كريكت بريطاني (وحمل سابقاً جنسية المملكة المتحدة لبريطانيا العظمى وأيرلندا). لعب مع نادي مقاطعة ساسكس للكريكت ‏.

## وصلات خارجية
- هربرت إليوت على موقع إي آس بي آن كريك إنفو (الإنجليزية)